# Skrape
Skrape war eine US-amerikanische Alternative- und Nu-Metal-Band aus Orlando, Florida, die 1997 gegründet wurde und sich 2004 auflöste.

## Geschichte
Die Band wurde im Jahr 1997 gegründet und bestand aus dem Sänger Billy Keeton, dem Gitarristen Mike Lynchard, dem Gitarristen und Keyboarder Brian Milner, dem Bassisten Pete Sison und dem Schlagzeuger Will Hunt, wobei einige von ihnen zuvor bereits bei Genitorturers und Stuck Mojo aktiv gewesen waren. Es folgten die ersten Auftritte, wodurch sie die Aufmerksamkeit von RCA Records erreichte. Nach dem Vertragsschluss im Jahr 2000 mit dem Label begab sich die Gruppe mit dem Produzenten Ulrich Wild ins Studio, um das Debütalbum aufzunehmen, das 2001 unter dem Namen New Killer America erschien. Das Album erreichte Platz 157 der Billboard 200. Danach war die Band auf einem Festival in Japan zu sehen und spielte ein Konzert mit Seo Taiji in Korea. Außerdem wurde eine US-Tournee mit Disturbed abgehalten. Nach einer 2001er Tour mit Pantera, Slayer und Morbid Angel wurde Mike Lynchard durch Randy Melser ersetzt. Danach arbeitete die Band mit dem Produzenten Jimbo Barton in Miami, Los Angeles und Orlando am nächsten Album.
Im Oktober 2003 schloss sich das zweite Album Up the Dose an. Nach Auftritten zusammen mit Ill Niño und Spineshank im September, folgten Konzerte mit SOiL, Twisted Method und Static-X. Im März 2004 verlor die Gruppe ihren Vertrag bei RCA Records. Danach verließ Will Hunt die Band um sich der neuen Band Dark New Day widmen zu können. Im Mai des Jahres trat Brian Milner Dope als Bassist bei, ehe im August Billy Keeton Coldwhitechrist beitrat, die sich später erst in Sever und dann in Blessed in Black umbenannte. Dies führte zur Auflösung von Skrape noch im selben Jahr.

## Stil
Greg Prato von Allmusic und Christian Graf in seinem Nu Metal und Crossover Lexikon ordneten die Band dem Nu Metal zu. Joel McIver  empfand in seinem Buch The Next Generation of Rock & Punk Nu Metal diesen Genrebegriff ebenfalls als passend, wobei er noch Einflüsse aus dem Hardcore Punk heraushörte. Martin Popoff schrieb in seinem Buch The Collector’s Guide of Heavy Metal Volume 4: The ’00s über New Killer America, dass die Band hierauf versucht seinen Nu Metal von ihren Emotendenzen in eine schwere Richtung zu bewegen. Der Gesang sei Nu-Metal-typisch und beziehe seine Einflüsse von Tool und Jane’s Addiction und sei somit mit dem von Mudvayne, System of a Down und Papa Roach vergleichbar. Musikalisch sei die Gruppe mit Stuck Mojo, aber auch mit Godsmack und Helmet vergleichbar. In demselben Buch rezensierte David Perri Up the Dose und verglich die Gruppe mit Incubus, jedoch klinge sie weniger kantig. Die Musik sei radiofreundlich, jedoch zu „schlau“, um wirklich Mainstream-tauglich zu sein. Die Gruppe habe ihre Wurzeln im Nu Metal, wobei jedoch auch klangliche Parallelen zu Chevelle vorhanden seien. Insgesamt seien die Songs auf Dauer jedoch nicht einprägsam.

## Diskografie
- 2000: Skrape (Single, RCA Records)
- 2000: Waste (Single, RCA Records)
- 2001: Sinshine (Single, RCA Records)
- 2001: Waste/Rake (EP, RCA Records)
- 2001: New Killer America (Album, RCA Records)
- 2003: Up the Dose (Album, RCA Records)
- 2003: Summer Song (Single, RCA Records)
- 2003: Stand Up (Single, RCA Records)